# Monumento a Jacint Verdaguer
Il monumento a Jacint Verdaguer è una scultura pubblica di Gerona inclusa nell'inventario dei beni architettonici della Catalogna. È un monumento costituito da un volume di pietra che ha tre parti. La presa o la base che contiene il lavandino dell'acqua. La fontana è incorniciata da un semicerchio, con una figura animale dove scorre l'acqua e la parte superiore a forma di frontone circolare con un medaglione ed all'interno l'immagine del poeta Mossèn Cinto Verdaguer (padre Cinto Verdaguer).